# 魯伯特·西莫尼安
魯伯特·西莫尼安（英語：Rupert Simonian，1991年1月25日—）是英國的一名演員，他也擁有加拿大國籍。他在11歲時就已經開始演藝事業，已經出演過多部電視劇和電影。